# Tyuntyuli
Tyuntyuli är en ort i Azerbajdzjan.   Den ligger i distriktet Qəbələ, i den centrala delen av landet, 180 km väster om huvudstaden Baku. Tyuntyuli ligger 595 meter över havet och antalet invånare är 2 500.
Terrängen runt Tyuntyuli är varierad. Närmaste större samhälle är Qutqashen, 6,4 km norr om Tyuntyuli. 
Omgivningarna runt Tyuntyuli är en mosaik av jordbruksmark och naturlig växtlighet. Runt Tyuntyuli är det ganska tätbefolkat, med 58 invånare per kvadratkilometer.